# Mon Dyh
Mon Dyh war eine Bluesrock-Band aus West-Berlin. 

## Geschichte
Im Umfeld der Rock-gegen-Rechts-Bewegung 1978 entstanden, spielte Mon Dyh entgegen der vorherrschenden Musik der Neuen Deutschen Welle geradlinigen Bluesrock in englischer Sprache. Die Band gab ihre Konzerte vorwiegend in Clubs, Jugendheimen, auf nichtkommerziellen oder selbst organisierten Festivals. 1980 erschien das in Eigeninitiative produzierte und publizierte Album Murderer. Die LP verkaufte sich trotz fehlender Bindung an ein etabliertes Label erfolgreich, sodass Mon Dyh schon ein Jahr später – wieder in Eigenregie – ihr zweites Album mit dem Titel Confused Mind auf den Markt brachte.
Die dritte und letzte Langspielplatte Am Galgen erschien 1983 bei dem kleinen Label Woolfe Records. Das Album wurde diesmal komplett in deutscher Sprache eingesungen. Finanziell sollte diese Platte aber zu einem Flop werden. Kurze Zeit nach Erscheinen löste sich Mon Dyh auf, jedoch nicht nur wegen des geringen Erfolgs von Am Galgen, sondern auch aufgrund von Unsicherheiten bezüglich der zukünftigen musikalischen Ausrichtung und der Angst vor Stagnation. Anfang der 1990er Jahre sowie im Jahr 2002 erneut, wurden alle drei Alben der Gruppe von Green Tree Records neu auf CD herausgebracht.
Mon Dyh war auch in der DDR bekannt, insbesondere in der Blueserszene. So coverte die Underground-Band Freygang etwa einige Titel von Mon Dyh, wie Murderer, Confused Mind oder Salvador.

## Diskografie

### Alben
- 1980: Murderer
- 1981: Confused Mind
- 1983: Am Galgen

### Singles
- 1982: Confused Mind / Heartbeat